# サイドシラジュディン・サイドプトラ・ジャマルライル
サイド・シラジュディン・サイド・プトラ・ジャマルライル（マレー語: Duli Yang Maha Mulia Seri Paduka Baginda Yang di-Pertuan Agong Tuanku Syed Sirajuddin ibni Almarhum Tuanku Syed Putra Jamalullail、1943年5月17日 - ）は、第12代マレーシア国王（在位：2001年12月13日 - 2006年12月12日）。マレーシア北部のプルリス州ラージャ（2000年4月17日 - ）。
マレーシアの国王は、全国13州のうちペナン州・ムラカ州・サバ州・サラワク州を除く君主制9州の各君主の互選により選出され（ただし事実上の輪番制）、任期は5年。